# B'Day
B'Day är den amerikanska sångerskan Beyoncé Knowles andra studioalbum. Det släpptes den 6 september 2006 och deluxe edition versionen släpptes den 25 april 2007.

## Låtförteckning
1. Déjà Vu med Jay-Z (B. Knowles, R. Jerkins, D. Thomas, Makeba, K. N. Price, S. Carter) – 3:59
2. Get Me Bodied (B. Knowles, S. Knowles, K. Dean, S. Garrett, Makeba, A. Beyince) – 3:25
3. Suga Mama (B. Knowles, R. Harrison, Makeba, C. Middleton) – 3:24
4. Upgrade U med Jay-Z (B. Knowles, MK, Makeba, S. Garrett, S. Knowles, A. Beyince, S. Carter, W. Clarke, C. Reid)  – 4:32
5. Ring The Alarm (B. Knowles, K. Dean, S. Garrett) – 3:23
6. Kitty Kat (B. Knowles, P. Williams, S. Carter, Makeba) – 3:55
7. Freakum Dress (B. Knowles, R. Harrison, Makeba) – 3:20
8. Green Light (B. Knowles, P. Williams, S. Garrett) – 3:29
9. Irreplaceable (S. Smith, B. Knowles, M. S. Eriksen, T. E. Hermansen, E. Lind, A. Bjørklund) – 3:49
10. Resentment (B. Knowles, W. W. Millsap III, C. C. Nelson, C. Mayfield) – 4:40
11. Check On It med Bun B och Slim Thug (B. Knowles, K. Dean, S. Garrett, A. Beyincé, S. Thomas) - 3:32

## Deluxe Edition bonus låtar
- Beautiful Liar med Shakira (B. Knowles, M. S. Eriksen, T. E. Hermansen, A. Ghost, I. Dench) – 3:19
- Welcome To Hollywood (S. Carter, R. Perry, S. Smith, B. Knowles) – 3:18
- Flaws And All (S. Smith, S. Taylor, B. Knowles, S. Knowles) – 4:08
- If (S. Smith, M. S. Eriksen, T. E. Hermansen, B. Knowles) – 3:18
- Get Me Bodied (Extended Mix) med Kelly Michelle (B. Knowles, S. Knowles, K. Dean, S. Garrett, Makeba, A. Beyince) - 6:19
- Listen (S. Smith, M. S. Eriksen, T. E. Hermansen, B. Knowles) – 3:18
- World Wide Woman (B. Knowles, S. Garrett, Makeba, L. Daniels, A. Beyincé) – 3:42
- Amor Gitano med Alejandro Fernández (B. Knowles, J. Flores, R. Barba) – 3:48
- Beautiful Liar (remix) med Shakira (B. Knowles, M. S. Eriksen, T. E. Hermansen, A. Ghost, I. Dench) – 3:01

## Singlar
- Déjà Vu med Jay-Z
- Ring The Alarm
- Irreplaceable
- Upgrade U med Jay-Z
- Beautiful Liar med Shakira
- Get Me Bodied
- Green Light